# نيانزقوان
مدينة تقع في شمال شرق مقاطعة بنقدنق في إقليم شانشي بالقرب من ممر نيانقز ويتشارك الحدود مع مقاطعة خبي. وتبعد 27 كيلو متر (17 ميل) شمال شرق عن مركز المحافظة. الممر بحد ذاته (نيانقز) هو ممر مشهور في سور الصين العظيم، يعرف بالممر التاسع تحت الجنة. قرية نيانزقوان تعرف بقرية وايز لانها تحاذي ضفتي نهر ميانشو المغطاة بنبات القصب.

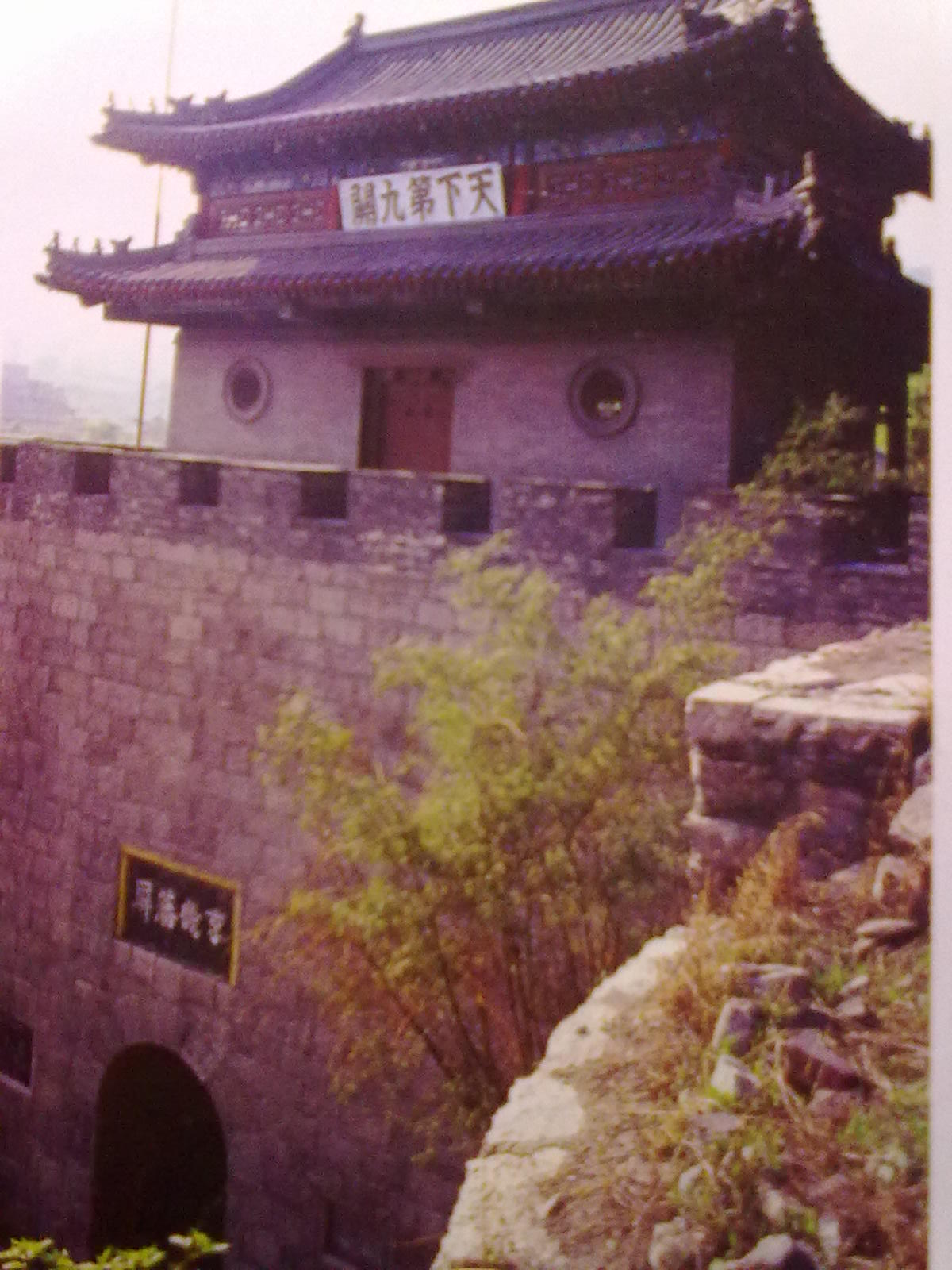

## التصميم
نيانزقوان تتكون من قرية ذات مصب كبير للنهر وقرية ذات مصب أصغر بالإضافة لقرية نيانزقوان. القرى الثلاث هذه توجد على ضفة نهر ميانشو الذي يبلغ طوله 2000 متر. معظم سكان القرى هم من الجنود الذين هاجروا ليحرسوا الممر في عهد أسرة تشينغ. هنالك شارع قديم في القرية يبدأ شرقاً بنتشانغ جي وينتهي غرباً بواينج جي، وجميع شوارعها مبلطة بحجارة. في مدينة نيانزقوان، أغلب البيوت قديمة إلا أن واحداً منهم مميز بحجارته السوداء وبساريات الأعلام المعلقة عليه وفقاُ لتسمية السكان المحلين.

## الخرافات
هناك خرافتان مشهورتان في تاريخ نيانزقوان، الأولى هي معبد (فتيات الحسد) بُني ليحيي ذكرى أخت جيزتشوي. والخرافة الأخرى هي أن أخت ليشيمنز«الاميرة بينغ يانغ» أمرت نيانزقون بحراسة الممر ثم بعد ذلك اطلقت الأجيال التالية «نيانزقوان» اسماً لهذا المكان.
الخرافة الثانية تلاقي قبولاً كبيراً عند أغلب الناس الذين يعيشون بجوار نيانزقوان فيؤمنون بالكثير من الخرافات التي تدور حول الأميرة بينغ يانغ.

## العادات

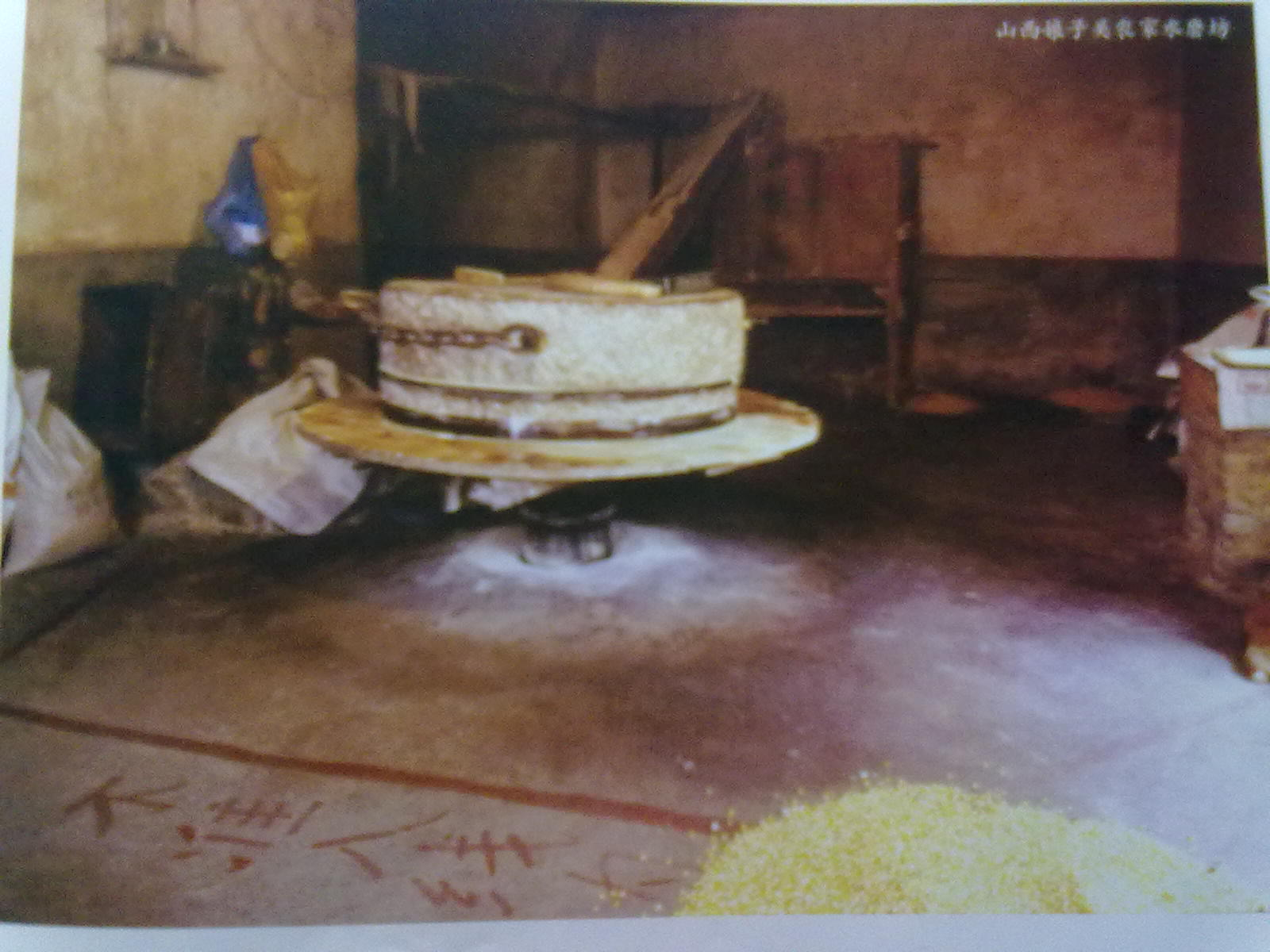

ازدهرت العادة اليهودية وهي إجبار أخ المتوفى من الزواج من أرملته. هذه العادة تسببت في كثير من الضرر، لذلك منعتها الحكومة.
هنالك عادة تسمى سباق الخيول تقام في 16 يناير من كل عام، يأخذ الناس المحليين الخيول والحمير والبغال ويحتشدون في قرية دونغتشاي ليدوروا حول الزُقاق الذي يبلغ طوله 400 متر. لا يستخدمون سروج الأحصنة والرجل الذي يركب الخيل تكون يداه مرفوعتان إلى رأسه وقدماه تشد بإحكام على الخيل. يضع الناس الكثير من الرماد على الشارع ليمنعوا الانزلاق. الهدف من هذه الفعالية هي منع المرض والكوارث وتمني مستقبل أجمل.

## معرض الصور

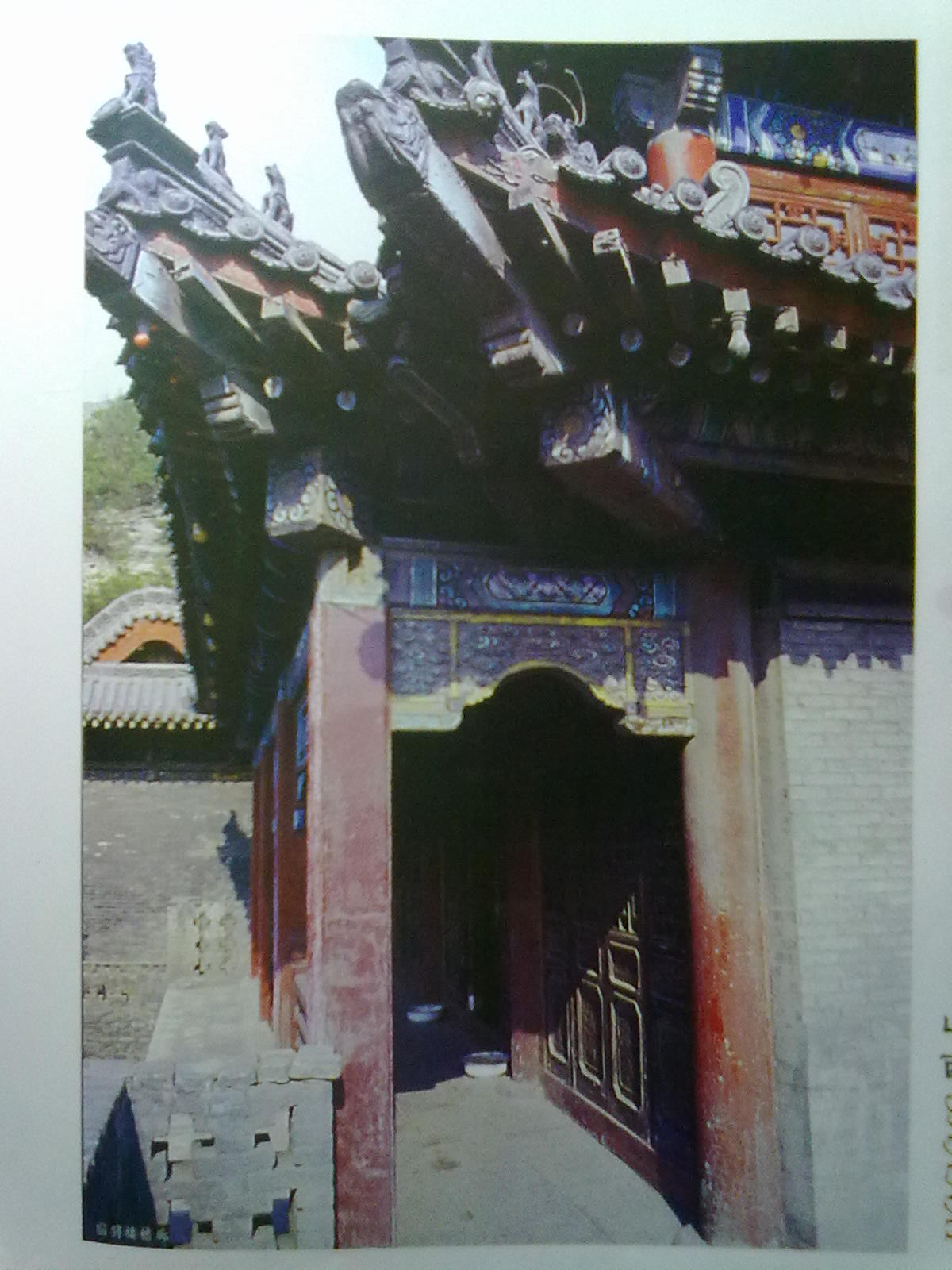
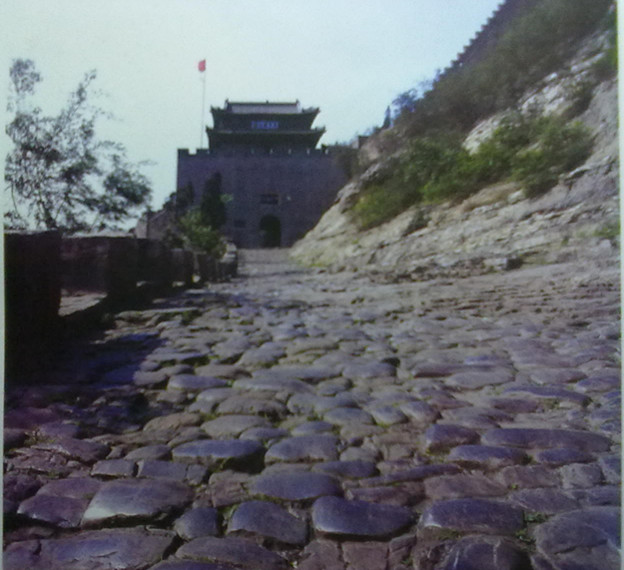
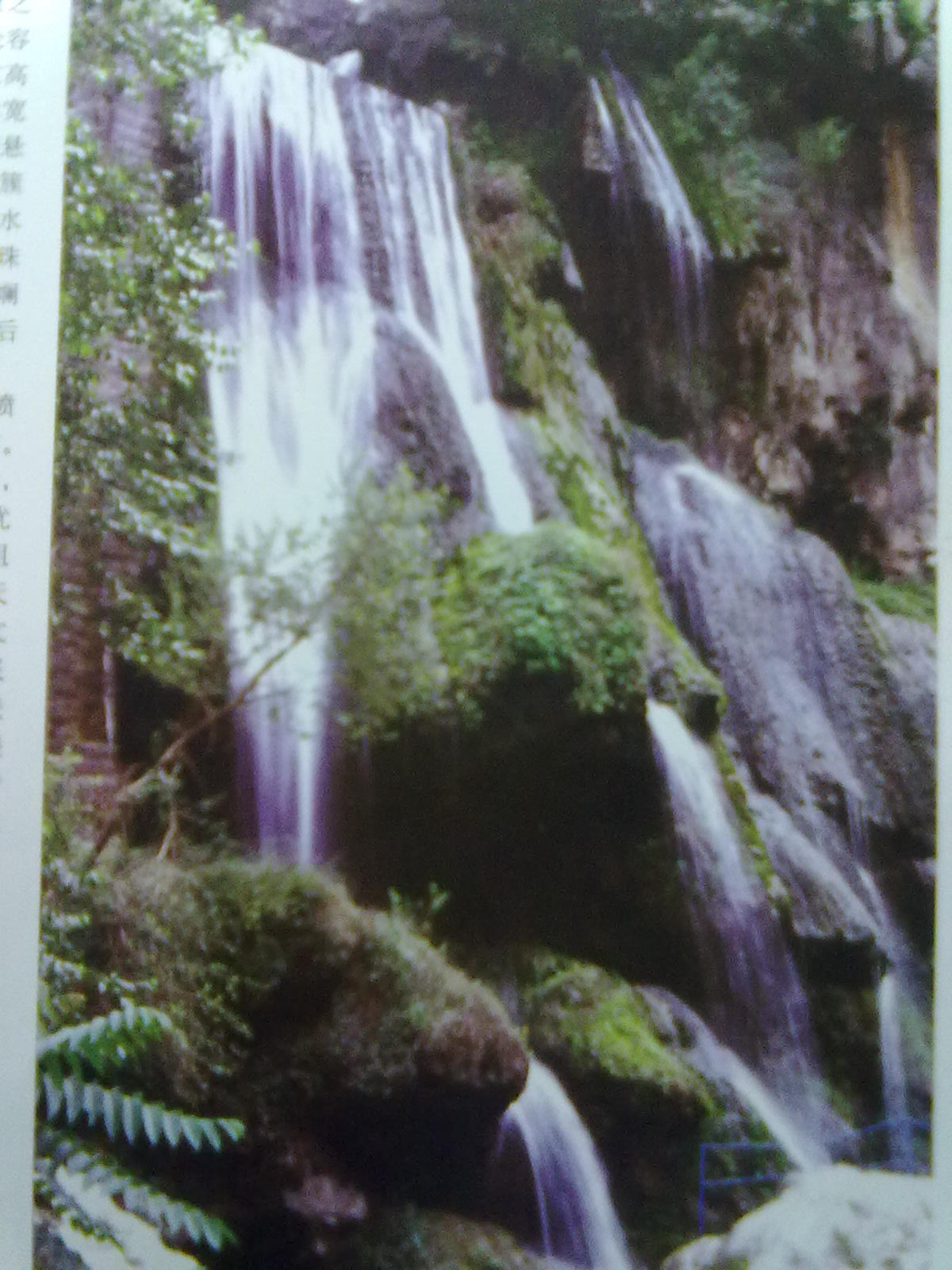
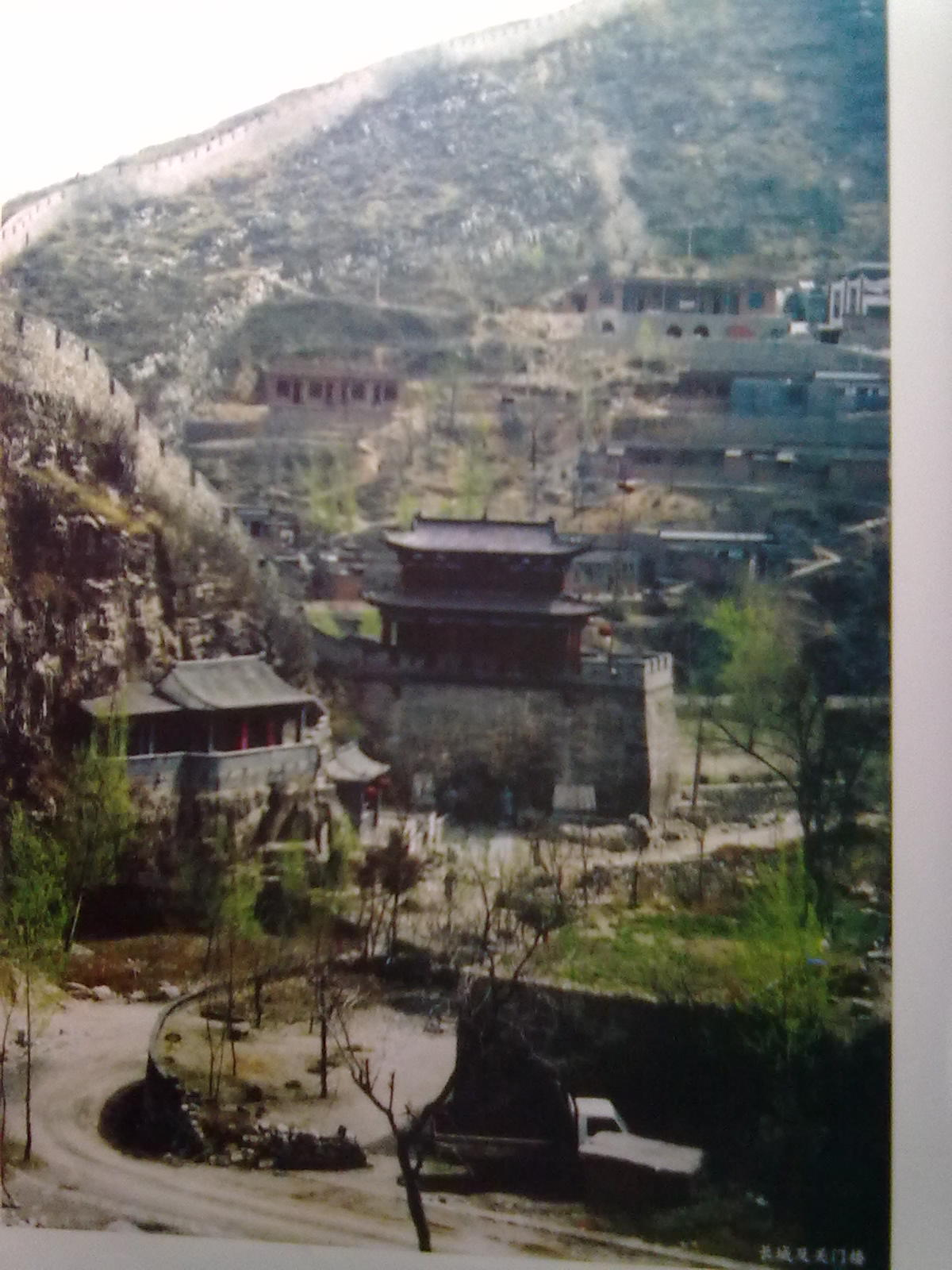